# 배천생
배천생(裵天生, ?~?)은 한국의 고대 신화에 등장하는 전설적인 인물로 단군조선 초기에 살던 인물이라 한다. 단군 왕검이 땅의 신에게 제사를 지내던 중 그를 발견했는데, 바다에서 솟아난 상자에 담겨 있었으며, 붉은 옷을 입었다 하여 붉은색과 옷을 합친 배씨 성을 하사했다 한다. 여수기, 대동운부군옥, 증보문헌비고 등에 등장한다.
고촌 배정휘 (裵正徽)는 자신의 문집 고촌집에 증보문헌비고와 대동운부군옥을 인용하여 배천생 전설을 수록하였다. 그에 의하면 단군이 바닷가에서 땅의 신인 후토(后土)에게 제사를 지내는데, 갑자기 바다에서 두 마리의 붉은 용(赤龍)이 바닷 속에서 나타났다 한다. 또 두 명의 신비한 여성이 푸른 하늘에서 나타나 내려 오더니, 빛나는 자금(紫金)으로 된 상자를 바닷가에 내려두었다. 단군은 놀랍고 이상하게 여겨 가서 자금 상자 안을 열어 보았는데, 거기에는 붉은 옷을 입은 남자 아이가 있었다.
단군은 주위의 신하들과 사람들을 보고 말하기를, "이것은 분명히 하늘(皇天)의 뜻과 땅(后土)의 뜻이 서로 감응하여 이 신령스러운 아이를 내려 주면서 이상한 영험을 보여 준 것이다."라고 하며 아이를 좋은 아녀자에게 맡겨 기르도록 했다. 15년이 지나자 아이는 체격이 좋아지고 훤칠한 용모를 갖추었는데, 이에 단군은 아이를 처음 발견했을 때에 입은 붉은(緋), 옷(衣)에서 따서 그것을 합친 글자인 배(裵)를 성씨로 삼게 했고, 이름은 천생(天生)이라고 했다. 단군은 배천생에게 남해장(南海長)이라는 직책을 주었고, 관직은 상국(相國)에 이르렀다 한다. 삼한 중 진한에서 태재를 지낸 배영세(裵靈世)가 그의 후손이라 한다. 1936년에 발간된 달성배씨 족보에 의하면 시조 배지타 이전의 선대 조상으로 배천생이 등장한다.

## 같이 보기
- 단군 왕검
- 삼랑성
- 위만
- 배지타

## 참고 문헌
- 김광순, 《한국구비전승의 문학》(형설출판사, 1988)
- 허경회, 《한국씨족설화 연구》(전남대학교출판부, 1990)
- 서해숙, 《한국의 성씨시조신화 연구》(전남대학교, 2002)